# Raya Dunayevskaya
Raya Dunayevskaya (nascida Raya Shpigel, em russo:  Ра́я Шпи́гель; Yaryshiv, 1 de maio de 1910 – Chicago 9 de junho de 1987), posteriormente Rae Spiegel, também conhecida pelo pseudônimo de Freddie Forest, foi a fundadora da filosofia do humanismo marxista nos Estados Unidos. Já foi a secretária de Leon Trótski, ela mais tarde se separou dele e acabou fundando a organização News and Letters Committees e na qual foi líder até sua morte.
De ascendência judaica, Dunayevskaya nasceu Raya Shpigel no governorate podoliano do Império Russo (atual Ucrânia) e emigrou para os Estados Unidos em 1922 (seu nome mudou para Rae Spiegel) e juntou-se ao movimento revolucionário na sua infância.

## Carreira

### Trotskismo
Ativa na organização jovem do Partido Comunista dos Estados Unidos, ela foi expulsa aos 18 anos e jogada de um lance de escadas quando sugeriu que seus camaradas locais deveriam descobrir a resposta de Trotsky à sua expulsão do Partido Comunista Soviético e do Comintern. No ano seguinte, ela encontrou um grupo de trotskistas independentes em Boston, liderados por Antoinette Buchholz Konikow, uma defensora do controle da natalidade e do aborto legal. Na década de 1930, ela adotou o nome de solteira de sua mãe, Dunayevskaya.
Sem obter permissão da organização trotskista americana, ela foi para o México em 1937 para servir como secretária da língua russa de Leon Trotsky durante seu exílio lá.

### Independente
Tendo retornado a Chicago em 1938 após as mortes de seu pai e irmão, ela deixou Trotsky em 1939 quando ele continuou a afirmar que a União Soviética era um "Estado operário" mesmo depois do Pacto Molotov-Ribbentrop.  Ela opôs-se a qualquer noção de que se deveria pedir aos trabalhadores que defendessem este "Estado operário" aliado à Alemanha nazista numa guerra mundial. Junto com teóricos como C. L. R. James, e mais tarde Tony Cliff, Dunayevskaya argumentou que a União Soviética havia se tornado um "capitalista de Estado". Perto do fim de sua vida, ela afirmou que o que chamou de "meu verdadeiro desenvolvimento" só começou após seu rompimento com Trotsky.
Seu estudo simultâneo da economia russa e dos primeiros escritos de Marx (mais tarde conhecidos como Manuscritos Econômicos e Filosóficos de 1844), levou a sua teoria de que não apenas a URSS era uma sociedade "capitalista de Estado", mas que o "capitalismo de Estado" era um novo cenário mundial. Muito de sua análise inicial foi publicada no The New International em 1942–1943.

### Partido dos Trabalhadores
Em 1940, esteve envolvida na cisão do Partido Socialista dos Trabalhadores (SWP) que levou à formação do Partido dos Trabalhadores (WP), com o qual compartilhava uma objeção à caracterização de Trotsky da União Soviética como um "Estado operário degenerado". Dentro do Partido dos Trabalhadores, ela formou a Tendência Johnson–Forest ao lado de C. L. R. James (ela sendo "Freddie Forest" e ele "J.R. Johnson", nomeado para seus nomes do cadre do partido). A tendência argumentou que a União Soviética era "capitalista de Estado", enquanto a maioria do Partido dos Trabalhadores sustentava que era coletivista burocrática.

### Partido Socialista dos Trabalhadores
As diferenças dentro do WP alargaram-se progressivamente, e em 1947, após um breve período de existência independente durante o qual publicaram uma série de documentos, a tendência regressou às fileiras do SWP. Sua filiação ao SWP baseava-se na insistência compartilhada de que havia uma situação pré-revolucionária iminente, e na crença compartilhada de que um partido leninista deveria existir para aproveitar as oportunidades vindouras.
Em 1951, com o fracasso de sua perspectiva compartilhada em se materializar a tendência desenvolveu uma teoria que rejeitava o leninismo e via os trabalhadores como sendo espontaneamente revolucionários. Isso foi confirmado para eles pela greve dos mineiros dos EUA em 1949. Nos últimos anos, deveriam prestar muita atenção à automação, especialmente na indústria automobilística, que passaram a ver como paradigmática de uma nova etapa do capitalismo. Isso levou à tendência a deixar o SWP novamente para começar um trabalho independente.
Depois de mais de uma década desenvolvendo a teoria do capitalismo de Estado, Dunayevskaya continuou seu estudo da dialética hegeliana assumindo uma tarefa que a Tendência Johnson-Forest se propôs: explorar a Filosofia da Mente de Hegel. Em 1954, ela iniciou uma correspondência de décadas com o teórico crítico Herbert Marcuse, na qual a dialética da necessidade e da liberdade em Hegel e Marx se tornou um ponto focal de discórdia. Ela propôs uma interpretação dos Absolutos de Hegel, sustentando que eles envolviam um movimento duplo: um movimento da prática que é em si uma forma de teoria e um movimento da teoria chegando à filosofia. Ela considerou essas cartas de 1953 como "o momento filosófico" do qual todo o desenvolvimento do Humanismo Marxista fluiu.

### Comitês de Notícias e Cartas
Em 1953, Dunayevskaya mudou-se para Detroit, onde residiu até 1984. Em 1954–1955, ela e C. L. R. James se separaram . Em 1955, ela fundou sua própria organização, Comitês de Notícias e Cartas, e um jornal marxista humanista, News & Letters, que permanece em publicação até hoje. O jornal cobre as lutas das mulheres, a libertação das trabalhadoras, dos negros, dos direitos dos gays, lésbicas, bissexuais e transexuais e o movimento pelos direitos das pessoas com deficiência, sem separar essa cobertura de artigos filosóficos e teóricos. A organização se dividiu em 2008–2009 e os humanistas marxistas dos Estados Unidos (que mais tarde se tornaram a Organização Marxista Humanista Internacional) foram formados.
Dunayevskaya escreveu o que veio a ser conhecido como sua "trilogia da revolução": Marxismo e Liberdade: Desde 1776 até hoje (1958), Filosofia e Revolução (1973), e Rosa Luxemburgo, Libertação da Mulher, e a Filosofia de Marx da Revolução (1982). Além disso, ela selecionou e apresentou uma coleção de escritos, publicados em 1985, Libertação das Mulheres e a Dialética da Revolução.
No último ano de sua vida, ela estava trabalhando em um novo livro que ela intitulou provisoriamente, Dialética da Organização e Filosofia: O 'Partido' e as Formas de Organização Nascidas da Espontaneidade.

## Legado
Os discursos, cartas, publicações, notas, gravações e outros itens de Raya Dunayevskaya estão localizados na Biblioteca Walter P. Reuther da Wayne State University (WSU) em Detroit. Cópias em microfilme da coleção estão disponíveis nos Arquivos de Trabalho e Assuntos Urbanos da WSU e cópias em PDF estão online no site do Fundo Memorial Raya Dunayevskaya. Os guias da coleção estão disponíveis nos Comitês de Notícias e Cartas e em formato PDF no site da RDMF.

### Livros
- Trilogia da Revolução
  - Marxism and Freedom: From 1776 Until Today. [1958] 2000.  Humanity Books.  ISBN 1-57392-819-4.
  - Philosophy and Revolution: from Hegel to Sartre and from Marx to Mao.  Third ed. 1989.  Columbia University Press.  ISBN 0-231-07061-6.
  - Rosa Luxemburg, Women's Liberation, and Marx's Philosophy of Revolution. 1991. University of Illinois Press.  ISBN 0-252-01838-9.
- Outros
  - Women's Liberation and the Dialectics of Revolution: Reaching for the Future.  1996.  Wayne State University Press.  ISBN 0-8143-2655-2.
  - The Marxist-Humanist Theory of State-Capitalism.  1992.  News & Letters Committee.  ISBN 0-914441-30-2.
  - The Power of Negativity: Selected Writings on the Dialectic in Hegel and Marx. 2002.  Lexington Books.  ISBN 0-7391-0266-4.  Image

### Artigos
- "The Shock of Recognition and the Philosophic Ambivalence of Lenin". TELOS, No. 5 (Spring 1970). New York: Telos Press.

### Apresentações
- Lou Turner and John Alan, Frantz Fanon, Soweto & American Black Thought; new introduction by Raya Dunayevskaya. – new expanded edition, Chicago: News and Letters, 1986.

### Arquivos
- Raya Dunayevskaya Papers, Walter P. Reuther Library, Detroit, Michigan. The first portion of the collection exists as organized and donated by Ms. Dunayevskaya and relates to the development of Marxist-Humanism. The second portion was donated after Ms. Dunayevskaya's death and relates her last writings and unfinished works. Documents range from 1924-1987. PDF copies are online at the Raya Dunayevskaya Memorial Fund website. Guides to the collection are available from News and Letters Committees and in PDF form at the RDMF website.
- Some personal manuscripts, letters and pamphlets are held in the Mitchell Library, Glasgow, as part of the Harry McShane Collection.[12]